# Chladič procesoru

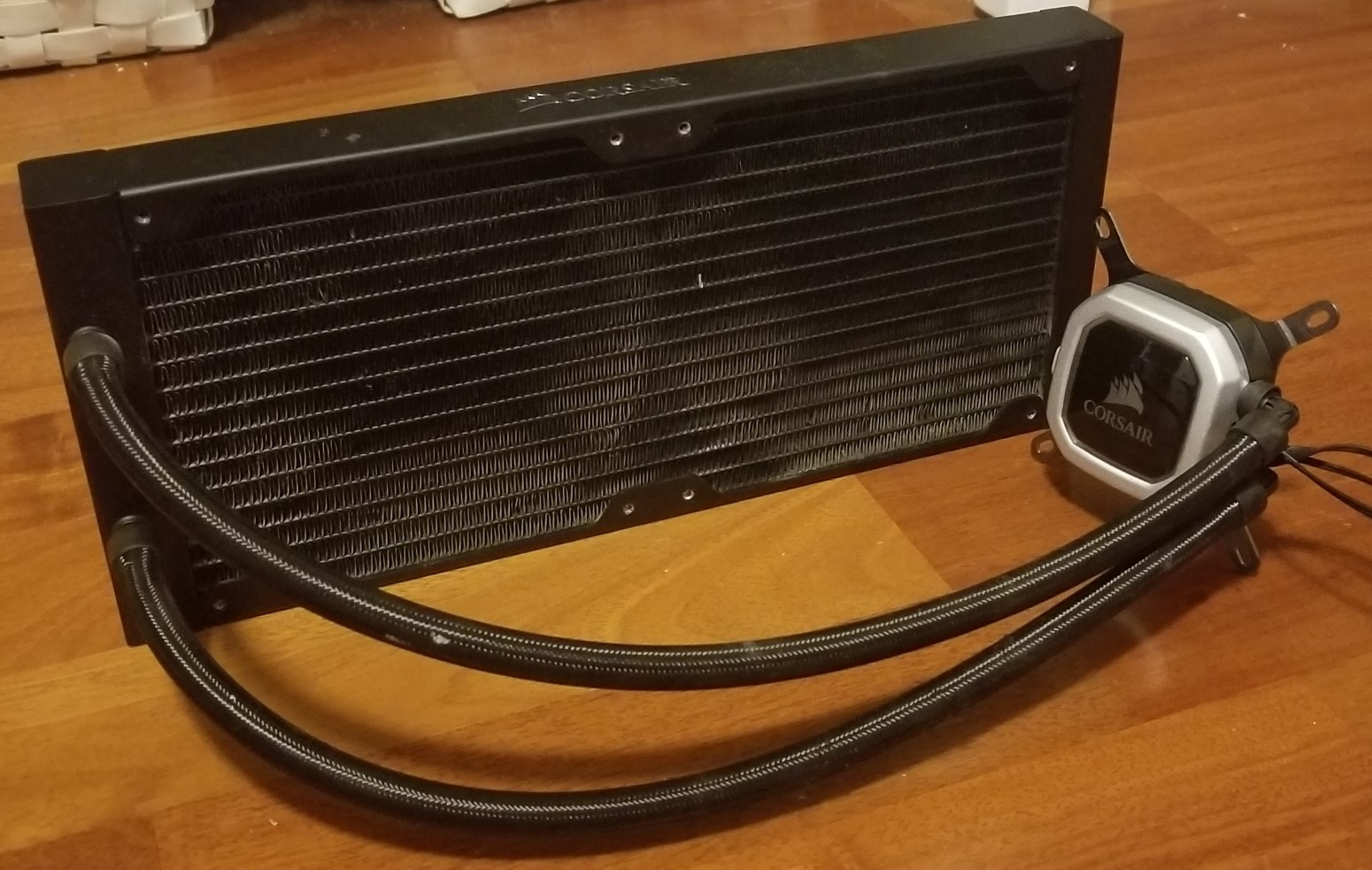
Vodní chladič Corsair H115i

Chladič procesoru je zařízení používané například uvnitř počítačů, notebooků, nebo serverů.
Chladiče se dělí podle způsobu chlazení na pasivní, aktivní a vodní:
- Aktivní chladič využívá k chlazení elektrickou energii na pohon motoru ventilátoru, který chladí malou destičku, většinou z hliníku nebo mědi, která je přitisknuta na procesor. Mezi nimi je umístěna teplovodivá pasta umožňující efektivnější výměnu tepla.
- Pasivní chladiče nevyužívají k ochlazení procesoru vnější energii. Vyrábějí se většinou z hliníku nebo mědi (kvůli tepelné vodivosti) s žebrováním pro větší cirkulaci vzduchu chladičem a tudíž lepšímu chlazení.
- Vodní chladiče používají k chlazení vodu.